# Pyvesa (přítok Mūši)
Pyvesa je řeka na severu Litvy, pravý přítok řeky Mūša. Je dlouhá 92,6 km. Pramení 1,5 km na východ od vsi Einoriai (Okres Biržai). Klikatí se zpočátku v celkovém směru jihojihozápadním, před vsí Bakšėnai se stáčí na západojihozápad, u vsi Stumbriškis se stáčí pozvolna do směru západního, severozápadního až severního. Do řeky Mūša se vlévá 1 km na severozápad od vsi Papyvesiai jako její pravý přítok 48,4 km od jejího soutoku s řekou Nemunėlis (a odkud začíná Lielupe). Plocha povodí je 501,6 km², průměrný průtok je 2,8 m³/s.

## Přítoky
- Levé:

| Hydrologické pořadí | Řeka       | Délka (km) | Povodí (km²) | Vzdálenost od ústí (km) | Ústí kde | Koordináty ústí |
| ------------------- | ---------- | ---------- | ------------ | ----------------------- | -------- | --------------- |
| 41011121            | Vainupis   | 3,9        | 2,9          | 85,7                    |          |                 |
| 41011124            | Skaistė    | 3,7        | 4,9          | 78,4                    |          |                 |
| 41011126            | Užys       | 2,6        | 2,7          | 75,0                    |          |                 |
| 41011127            | Pagrįstinė | 3,3        | 2,5          | 72,8                    |          |                 |
| 41011129            | Kapupis    | 3,2        | 2,4          | 71,5                    |          |                 |
| 41011131            | Žvikė      | 10,2       | 20,9         | 68,7                    |          |                 |
| 41011139            | Didžprūdis | 9,7        | 30,3         | 65,1                    |          |                 |
| 41011143            | Duorupis   | 6,2        | 14,1         | 59,9                    |          |                 |
| 41011145            | Liūgas     | 4,3        | 7,4          | 54,8                    |          |                 |
| 41011146            | Muselė     | 11,5       | 13,2         | 52,4                    |          |                 |
| 41011147            | Vorupis    | 2,5        | 6,7          | 45,8                    |          |                 |
| 41011148            | Vigailis   | 2,5        | 4,8          | 39,8                    |          |                 |
| 41011149            | Žvilna     | 3,5        | 4,1          | 36,5                    |          |                 |
| 41011153            | Gudas      | 6,1        | 8,0          | 26,7                    |          |                 |
| 41011154            | Dvėsienė   | 4,1        | 4,5          | 20,9                    |          |                 |

- Pravé:

| Hydrologické pořadí | Řeka      | Délka (km) | Povodí (km²) | Vzdálenost od ústí (km) | Ústí kde | Koordináty ústí |
| ------------------- | --------- | ---------- | ------------ | ----------------------- | -------- | --------------- |
| 41011122            | P – 4     | 3,3        | 3,8          | 83,0                    |          |                 |
| 41011123            | Apštėlė   | 2,1        | 2,1          | 81,3                    |          |                 |
| 41011125            | Žąsinytis | 5,0        | 4,6          | 76,7                    |          |                 |
| 41011128            | Pečiupys  | 3,0        | 3,3          | 71,5                    |          |                 |
| 41011134            | Vėjūnytė  | 9,0        | 39,2         | 67,5                    |          |                 |
| 41011151            | Smardonė  | 4,2        | 5,8          | 33,9                    |          |                 |
| 41011152            | P – 2     | 4,1        | 3,5          | 33,5                    |          |                 |
| 41011155            | Orija     | 30,5       | 117,3        | 15,5                    |          |                 |
| 41011169            | Karautis  | 9,9        | 20,1         | 10,1                    |          |                 |
| 41011172            | Vingrys   | 7,0        | 10,4         | 7,3                     |          |                 |
| 41011173            | Krinčinas | 5,3        | 13,6         | 3,7                     |          |                 |
| 41011175            | Vidubala  | 4,5        | 6,8          | 2,7                     |          |                 |